# ريان مانينغ
ريان مانينغ (بالإنجليزية: Ryan Manning) (14 يونيو 1996 بغالواي في جمهورية أيرلندا - ) هو لاعب كرة قدم أيرلندي في مركز الوسط.

## وصلات خارجية
- ريان مانينغ على موقع الاتحاد الأوربي (الإنجليزية)
- ريان مانينغ على موقع قاعدة بيانات كرة القدم.إي يو (الإنجليزية)
- ريان مانينغ على موقع ناشيونال فوتبول تيمز (الإنجليزية)
- ريان مانينغ على موقع Soccerbase.com (لاعب) (الإنجليزية)
- ريان مانينغ على موقع Soccerway.com (الإنجليزية)
- ريان مانينغ على موقع عالم كرة القدم.نت (الإنجليزية)